# Spedizione di Viena
La spedizione di Viena (in finlandese: Vienan retkikunta) fu un'operazione militare condotta nel marzo 1918 da forze volontarie finlandesi per annettere la Carelia Bianca (Vienan Karjala) dalla Russia bolscevica. Fa parte delle cosiddette "guerre di parentela" (Heimosodat) combattute nelle regioni circostanti alla Finlandia di recente indipendenza durante la guerra civile russa. La Carelia orientale russa non aveva mai fatto parte della Finlandia svedese o del Granducato di Finlandia e all'epoca era abitata principalmente da careliani. Tuttavia, molti sostenitori dell'idea della Grande Finlandia consideravano questi careliani "imparentati" con la nazione finlandese e sostenevano l'annessione della Carelia orientale alla Finlandia.

## La spedizione

### Gruppo settentrionale
La spedizione era composta da due gruppi; quello settentrionale era costituito da Jäger finlandesi guidati dal tenente Kurt Martti Wallenius. Le operazioni iniziali nella Finlandia settentrionale ebbero successo e i comunisti finlandesi furono costretti a ritirarsi nella Carelia orientale. Lui e la sua fanteria leggera attraversarono il confine a Kuusamo, ma rimasero impantanati negli scontri contro le Guardie Rosse finlandesi. Lo scarso livello di addestramento e il morale basso delle truppe arruolate rendevano impossibile qualsiasi avanzata, e soltanto il ritiro dei finlandesi rossi consentiva ai finlandesi bianchi di procedere per brevi distanze. Alla fine l'unità venne ritirata all'interno dei confini finlandesi ed eseguì solo piccole incursioni nella Carelia orientale.

### Gruppo meridionale
L'altro gruppo era guidato dal tenente colonnello Carl Wilhelm Malm ed era composto da circa 350 volontari. Entro il 10 aprile, il gruppo di Malm era avanzato fino alla città costiera di Kem' sul Mar Bianco, ma non fu in grado di catturare la città e si ritirò a Uhtua, dove si mise sulla difensiva. I finlandesi quindi cambiarono tattica, spostandosi di villaggio in villaggio al fine di persuadere la gente del posto ad unirsi ai volontari finlandesi. Quando le truppe finlandesi arrivarono nella Carelia Bianca notarono che la popolazione locale era divisa: una parte voleva separarsi dalla Russia e formare una Carelia indipendente separata dalla Finlandia, mentre la maggioranza desiderava soltanto una qualche forma di autonomia. Molti pensavano che avrebbero ottenuto più autonomia come parte della Russia bolscevica. Soltanto una esigua minoranza della popolazione voleva che la Carelia fosse unita al nuovo stato della Finlandia. Ancora più importante, per la grande maggioranza della popolazione, le questioni pratiche (come ottenere cibo a sufficienza) erano più importanti delle questioni ideologiche. Alla fine, la proposta di unire la Carelia orientale alla Finlandia ricevette sostegno solamente nei villaggi della Carelia Bianca intorno a Uhtua. Milizie locali della Guardia Bianca finlandese furono formate in oltre 20 villaggi in quella zona. A luglio Malm fu richiamato in Finlandia, e al suo posto il capitano Toivo Kuisma venne messo a capo delle truppe finlandesi, mentre il governo non riusciva a decidere se ritirare tutte le truppe oppure inviare rinforzi.

### Intervento britannico
La situazione divenne ancora più complicata con lo sbarco a Murmansk di 130 soldati britannici dei Royal Marines il 6 marzo, per impedire ai tedeschi (e ai loro alleati finlandesi) di conquistare la costa del Mar Bianco e l'importante ferrovia di Murmansk. Nel giugno 1918, un assortimento di Royal Marines britannici, artiglieri francesi, parte di un battaglione serbo, polacchi, russi del Soviet di Murmansk e alcuni comunisti finlandesi occuparono la linea ferroviaria da Murmansk fino a Kem'. L'arrivo di rinforzi britannici e il piano alleato per unirli alle unità antibolsceviche in Siberia spinse Trockij, ora in pace con i tedeschi, ad inviare 3 000 soldati verso nord. A luglio queste truppe furono disarmate e allontanate dagli inglesi, che avanzarono a sud fino a Sorokka. Le forze guidate dagli inglesi che difendevano la linea ferroviaria includevano un battaglione di 1 400 comunisti finlandesi e il Reggimento Careliano, noto anche come "careliani irlandesi", reclutato fra la popolazione locale dal colonnello dei Royal Irish Rifles P. J. Woods.
La situazione della spedizione di Vienna iniziò a peggiorare. Il Reggimento Careliano di stanza a Kem' attaccò le truppe finlandesi a Jyskyjärvi il 27 agosto, causando 18 perdite. L'attacco successivo avvenne contro Luusalmi l'8 settembre, quando furono uccisi 42 finlandesi. Le battaglie successive furono combattute a Kostamus e Vuokkiniemi fra settembre e l'inizio di ottobre, quando le truppe finlandesi si ritirarono definitivamente. In totale, questo gruppo subì la perdita di 83 uomini. Le forze britanniche si ritirarono nell'ottobre del 1919 e la situazione dell'Armata Bianca russa collassò.

## Conseguenze
Alla fine, la spedizione fallì a causa degli sforzi britannici per impedire alla Finlandia, allora allineata alla Germania, di ottenere l'accesso alla ferrovia di Murmansk. Inoltre, le forze britanniche nella regione si impegnarono ad instillare un senso di nazionalismo (tendente alla formazione di una Carelia indipendente) per contrastare gli sforzi finlandesi di annettere la Carelia orientale. Anche l'appoggio alla spedizione da parte del governo finlandese scemò contemporaneamente al peggioramento della situazione della Germania nella prima guerra mondiale. Dopo la spedizione di Viena, i villaggi di Repola e Porajärvi nella Carelia orientale votarono per unirsi alla Finlandia, che però rinunciò a tutte le pretese sulla regione con il Trattato di Tartu del 1920.
Due anni dopo, quando anche l'ultimo soldato della forza di spedizione britannica aveva lasciato la Russia e si era stabilito il controllo bolscevico, un gruppo di irredentisti careliani supportati da volontari finlandesi iniziò una rivolta nel tentativo di formare un proprio stato.